# Verhnii Lujok, Starîi Sambir
Verhnii Lujok (în ucraineană Верхній Лужок) este localitatea de reședință a comunei Verhnii Lujok din raionul Starîi Sambir, regiunea Liov, Ucraina.

## Demografie
Componența lingvistică a localității Verhnii Lujok
     Ucraineană (99,92%)
     Alte limbi (0,08%)
Conform recensământului din 2001, majoritatea populației localității Verhnii Lujok era vorbitoare de ucraineană (99,92%), existând în minoritate și vorbitori de alte limbi.